# Schoenoplectus oligosetus
Schoenoplectus oligosetus là loài thực vật có hoa trong họ Cói. Loài này được (A.E.Kozhevn.) T.V.Egorova mô tả khoa học đầu tiên năm 2005.